# Ostodes (planta)
Ostodes es un género perteneciente a la familia de las euforbiáceas con dos especies de plantas. Se encuentran desde el este del Himalaya hasta Borneo.

## Taxonomía
El género fue descrito por Carl Ludwig Blume y publicado en Bijdragen tot de flora van Nederlandsch Indië 619. 1826. La especie tipo es: Ostodes paniculata

## Especies aceptadas
A continuación se brinda un listado de las especies del género Ostodes (planta) aceptadas hasta marzo de 2014, ordenadas alfabéticamente. Para cada una se indica el nombre binomial seguido del autor, abreviado según las convenciones y usos.
- Ostodes kuangii Y.T.Chang
- Ostodes paniculata Blume